# Gretchena
Gretchena es un género de polillas tortrícidas perteneciente a la tribu Eucosmini, de la subfamilia Olethreutinae, orden Lepidoptera. Fue descrito por Heinrich en 1923.

## Especies
- Gretchena amatana Heinrich, 1923
- Gretchena bolliana (Slingerland, 1896)
- Gretchena concitatricana (Heinrich, 1923)
- Gretchena concubitana Heinrich, 1923
- Gretchena delicatana Heinrich, 1923
- Gretchena deludana (Clemens, 1864)
- Gretchena dulciana Heinrich, 1923
- Gretchena garai Miller, 1987[5]
- Gretchena nymphana Blanchard y Knudson, 1983
- Gretchena obsoletana Brown, 1982
- Gretchena ochrantennae Razowski y Wojtusiak, 2006
- Gretchena semialba McDunnough, 1925
- Gretchena watchungana (Kearfott, 1907)